# Prima Categoria Marche 1960-1961
Il campionato di calcio di Prima Categoria 1960-1961 è stato il V livello del campionato italiano. A carattere regionale, fu il secondo campionato dilettantistico con questo nome dopo la riforma voluta da Zauli del 1958.
Questi sono i gironi organizzati dal Comitato Regionale Marchigiano per la regione Marche.

## Girone A

### Squadre partecipanti
| Squadra               | Città (provincia)        | Stagione precedente |
| --------------------- | ------------------------ | ------------------- |
| A.V.A. Victoria       | Pesaro                   |                     |
| Pol. Cagliese         | Cagli (PS)               |                     |
| A.S. Biagio Nazzaro   | Chiaravalle (AN)         |                     |
| S.S. Ennio Passamonti | Camerino (MC)            |                     |
| A.S. Fabriano         | Fabriano (AN)            |                     |
| U.S. Falco            | Acqualagna (PS)          |                     |
| A.S. Falconarese      | Falconara Marittima (AN) |                     |
| U.S. Fermignanese     | Fermignano (PS)          |                     |
| S.S. Forsempronese    | Fossombrone (PS)         |                     |
| S.S. Fortitudo        | Fabriano (AN)            |                     |
| S.S. Matelica         | Matelica (MC)            |                     |
| S.S. Pian San Lazzaro | Ancona                   |                     |
| C.S.I. Pro Calcio     | Fano (PS)                |                     |
| U.S. Vadese           | Sant'Angelo in Vado (PS) |                     |

### Classifica finale
|  | Pos. | Squadra            | Pt | G  | V  | N | P  | GF | GS | DR |
|  | ---- | ------------------ | -- | -- | -- | - | -- | -- | -- | -- |
|  | 1.   | Fabriano           | 39 | 26 | 18 | 3 | 5  | 49 | 19 |    |
|  | 1.   | Falco Acqualagna   | 39 | 26 | 17 | 5 | 4  | 54 | 25 |    |
|  | 3.   | AVA Victoria       | 35 | 26 | 16 | 3 | 7  | 49 | 19 |    |
|  | 4.   | CSI Pro Calcio     | 34 | 26 | 15 | 4 | 7  | 53 | 33 |    |
|  | 5.   | Cagliese           | 31 | 26 | 13 | 5 | 8  | 38 | 28 |    |
|  | 6.   | Biagio Nazzaro     | 28 | 26 | 11 | 6 | 9  | 34 | 27 |    |
|  | 6.   | Fortitudo Fabriano | 28 | 26 | 11 | 6 | 9  | 36 | 26 |    |
|  | 6.   | Fermignanese       | 28 | 26 | 11 | 6 | 9  | 43 | 41 |    |
|  | 9.   | Matelica           | 25 | 26 | 9  | 7 | 10 | 30 | 33 |    |
|  | 10.  | Ennio Passamonti   | 20 | 26 | 7  | 6 | 13 | 29 | 56 |    |
|  | 11.  | Piano San Lazzaro  | 19 | 26 | 6  | 7 | 13 | 35 | 44 |    |
|  | 11.  | Falconarese        | 19 | 26 | 6  | 7 | 13 | 25 | 45 |    |
|  | 13.  | Forsempronese      | 12 | 26 | 3  | 6 | 17 | 25 | 54 |    |
|  | 14.  | Vadese             | 7  | 26 | 2  | 3 | 21 | 25 | 75 |    |

Legenda:
      Ammesso alle finali regionali.
      Retrocesso in Seconda Categoria.
Regolamento:
Due punti a vittoria, uno a pareggio, zero a sconfitta.

## Girone B

### Squadre partecipanti
| Squadra                | Città (provincia)        | Stagione precedente |
| ---------------------- | ------------------------ | ------------------- |
| G.S. Castelfidardo     | Castelfidardo (MC)       |                     |
| S.S. Corridonia        | Corridonia (MC)          |                     |
| A.C. Elpidiense        | Sant'Elpidio a Mare (AP) |                     |
| U.S. Filottranese      | Filottrano (AN)          |                     |
| U.S. Loreto Calcio     | Loreto (AN)              |                     |
| S.S. Montegiorgio      | Montegiorgio (AP)        |                     |
| U.S. Osimana           | Osimo (AN)               |                     |
| S.S. Portorecanati     | Porto Recanati (MC)      |                     |
| S.S. Potenza Picena    | Potenza Picena (MC)      |                     |
| S.S. Pro Calcio Ascoli | Ascoli Piceno            |                     |
| U.S. Recanatese        | Recanati (MC)            |                     |
| A.C. Sangiustese       | Monte San Giusto (MC)    |                     |
| S.S. Settempeda        | San Severino Marche (MC) |                     |
| U.S. Tolentino         | Tolentino (MC)           |                     |

### Classifica finale
|  | Pos. | Squadra           | Pt | G  | V  | N  | P  | GF | GS | DR |
|  | ---- | ----------------- | -- | -- | -- | -- | -- | -- | -- | -- |
|  | 1.   | Elpidiense        | 44 | 26 | 21 | 2  | 3  | 66 | 26 |    |
|  | 2.   | Sangiustese       | 38 | 26 | 17 | 4  | 5  | 67 | 23 |    |
|  | 3.   | Portorecanati     | 34 | 26 | 12 | 10 | 4  | 39 | 23 |    |
|  | 4.   | Potenza Picena    | 32 | 26 | 14 | 4  | 8  | 46 | 28 |    |
|  | 5.   | Loreto            | 31 | 26 | 14 | 3  | 9  | 59 | 42 |    |
|  | 6.   | Castelfidardo     | 27 | 26 | 10 | 7  | 9  | 36 | 34 |    |
|  | 7.   | Tolentino         | 26 | 26 | 10 | 6  | 10 | 31 | 33 |    |
|  | 8.   | Settempeda        | 25 | 26 | 9  | 7  | 10 | 44 | 41 |    |
|  | 9.   | Montegiorgio      | 23 | 26 | 8  | 7  | 11 | 27 | 40 |    |
|  | 10.  | Corridonia        | 22 | 26 | 7  | 8  | 11 | 34 | 44 |    |
|  | 11.  | Osimana           | 16 | 26 | 6  | 4  | 16 | 22 | 46 |    |
|  | 11.  | Recanatese        | 16 | 26 | 5  | 6  | 15 | 26 | 60 |    |
|  | 13.  | Pro Calcio Ascoli | 15 | 26 | 5  | 5  | 16 | 30 | 66 |    |
|  | 13.  | Filottranese      | 15 | 26 | 5  | 5  | 16 | 30 | 51 |    |

Legenda:
      Ammesso alle finali regionali.
      Retrocesso in Seconda Categoria.
Regolamento:
Due punti a vittoria, uno a pareggio, zero a sconfitta.

## Finali per il titolo e la promozione
|            | Risultati |            | Luogo e data                       |
| ---------- | --------- | ---------- | ---------------------------------- |
| Fabrianese | 0-1       | Elpidiense | Fabriano, 14 maggio 1961           |
|            |           |            |                                    |
| Elpidiense | 2-1       | Fabrianese | Porto Sant'Elpidio, 21 maggio 1961 |
|            |           |            |                                    |
| Elpidiense | ?-?       | Fabrianese | Macerata, 28 maggio 1961           |
|            |           |            |                                    |

## Verdetti finali
- L'Elpidiense è ammessa alle finali interregionali.
- Il Fabriano è promosso in Serie D.